# METRO AG
Metro AG — німецька міжнародна торговельна гуртова компанія, що спеціалізується на обслуговуванні готелів, ресторанів та служб кейтерингу (HoReCa), приватних підприємців — власників закладів роздрібної торгівлі. З 2014 року компанія входить до світового індексу сталого розвитку Dow Jones Sustainability Index.
Мереж діє у 34 країнах. Обсяг продажів за 2019—2020 фінансовий рік склав 25,6 млрд євро. 
До 2020 року функціонувала у роздрібній торгівлі через відділення Real, яке було продано інвестиційному консорціуму.
Штаб-квартира розташована у Дюссельдорфі, Німеччина.
Мережа є третьою за величиною  в Європі та четвертою у світі. Станом на 2020 рік, компанія мала 680 магазинів у 24 країнах. В Україні діє філія Metro Україна.

## Історія
Компанія була заснована 8 листопада 1964 року Отто Байсгаймом. У 1967 році до акціонерного товариства увійшли сім'я Шмідт-Рутенбек та компанія Franz Haniel & Cie. Першим директором став Вальтер Вієт (1963—1970).
У 1967 році Metro стала партнером голландської компанії SHV Holdings (Steenkolen Handels-Vereeniging), в Утрехті, Нідерланди було відкрито оптовий центр під назвою Makro.
1980 року Metro отримав більше 24,9 % від німецької мережі магазинів Kaufhof.
Під час повномасштабного вторгнення військ РФ до України 2022 року компанія відмовилась зупиняти роботу на російському ринку. Міністр МЗС України Дмитро Кулеба закликав світ бойкотувати компанію. У лютому 2023 року НАЗК України внесло компанію до переліку міжнародних спонсорів війни.

### METRO AG
METRO AG була створена у 1996 році за десять місяців шляхом злиття торгових компаній: Metro Cash & Carry, Asko Deutsche Kaufhaus AG та Kaufhof Holding AG, Deutsche SB-Kauf AG. Того ж року група вийшла на Франкфуртську фондову біржу.
У 1998 році було придбано 94 універмаги Allkauf-S.
У 2005 році відділ товарів для дому Praktiker відділився від METRO як незалежна компанія.
У липні 2006 року METRO купив 85 магазинів німецької мережі Walmart, які згодом були включені до торгового бренду Real.
У 2008 році компанія продала 245 супермаркетів Extra, вивівши цей бренд зі свого портфелю. Через рік було продано також магазини одягу Adler.
У листопаді 2012 року METRO продала 91 гіпермаркет Real в Польщі, Румунії, Росії та Україні для Ашану за 1,1 млрд євро.
Через 2 роки було продано 12 гіпермаркетів у Туреччині і згодом, у 2017 році, у Вірменії.
У 2015 році було створено департамент Hospitality Digital для розробки інтерфейсів цифрових продуктів клієнтам з індустрії готельно-ресторанного бізнесу.
30 березня 2016 року, група Metro оголосила про поділ компанії. Для подальшого розвитку концерну підрозділи електроніки (Media-Saturn) і продуктів харчування (Real und Metro C&C) відокремились. Сегмент харчових продуктів згодом став дочірньою компанією Metro Wholesale & Food Specialist AG. Було оголошено про перейменування Metro AG в Ceconomy, а Metro AG Wholesale & Food Specialist в Metro AG. 12 липня 2017 Metro Wholesale & Food Specialist AG була виведена з Metro AG при реєстрації в комерційному реєстрі. У вересні 2018 року Metro повідомив про наміри продати дочірню компанію Real в Німеччині, щоб повністю зосередитися на оптовому бізнесі. У лютому 2020 року Real була продана німецько-російському консорціуму X-Bricks та SCP Group.
31 грудня 2020 року Metro AG придбала Davigel Espana.

## Діяльність
METRO AG займається стратегічним управлінням групами оптових та роздрібних торговельних компаній.
METRO AG є підписантом Кодексу поведінки ЄС, який став результатом Стратегії ЄС щодо фермерських вилок.

### Оптова торгівля
Діяльність компанії зосереджена, перш за все, на оптовій торгівлі під маркою METRO в Європі, Індії, Японії, Казахстані, М'янмі та Пакистані. У Бельгії, Нідерландах, Польщі, Португалії, Іспанії та Чехії магазини функціонують під торговою маркою MAKRO.
Бельгія є єдиною країною, де будь-хто може здійснювати покупки в METRO, наявність статусу приватного підприємця чи юридичної особи не вимагається. Існують також 10 магазинів метро для бізнес-клієнтів.

## Представництво в Україні
З 2003 року, в Україні мережа представлена ТОВ «МЕТРО Кеш енд Кері Україна», головний офіс знаходиться у Києві. Станом на 2021 рік, компанія має 26 магазинів у 18 містах України. Загальна торгова площа становить близько 193,000 кв.м.
На початку своєї діяльності в Україні компанія надавала послуги з торгівлі лише бізнес-покупцям — юридичним особам та приватним підприємцям. Для того, щоб здійснити покупку, необхідно було надати відповідні документи, які підтверджували, що покупець є представником зареєстрованої юридичної особи чи приватним підприємцем. Впродовж останніх років цей формат було змінено з метою зробити METRO «магазином для всіх». У 2019 році було запущено мобільний додаток, який давав можливість отримати електронну карту допуску в торговий зал.

### Керівництво
Впродовж 2003—2021 посаду директора мережі METRO в Україні займали:
1. Аксель Лухі (2003—2009)[24]
2. Ян Дунінг (2009—2010)[25]
3. Жако Булен (2010—2013)[26][27][28]
4. Клаус Ретіг (2013—2014)[29]
5. Мартін Шумахер (2014—2018)[30]
6. Олів'є Лангле (2018—2019)[31]
7. Тіно Цайске (2019—2021)[32][33]
8. Олена Вдовиченко (з 2021)[34][35][36]

## Соціальна відповідальність

### Благодійна допомога в Україні
З лютого 2022 року компанія METRO Україна передала продукції на суму понад 50 млн грн. Окрім цього, в перші дні повномасштабного вторгнення компанія передала місцевим військово-цивільним адміністраціям у Маріуполі, Харкові та Миколаєві продукцію зі своїх ТЦ у цих містах на суму понад 85 млн грн. METRO допомагає військовим частинам ЗСУ, волонтерським організаціям, лікарням, закладам, що готують для воїнів, а також притулкам для тварин. Компанія активно підтримує гуманітарний штаб при Офісі Президента України, Національну поліцію України, міські та районні державні адміністрації. Під час масованих ракетних атак та техногенних катастроф компанія оперативно передає найнеобхідніше для населення постраждалих міст: продукти, воду, гігієнічні набори, корми для тварин. 
З нагоди Великодня у квітні 2023 року компанія METRO Україна традиційно провела благодійну акцію на підтримку соціально незахищених верств населення - "Незламний Великдень". передала Товари з асортименту магазинів METRO передали на благодійність. Продуктовими наборами забезпечили багатодітні родини, мешканців геріатричних пансіонатів та дитячих будинків у 17 містах України, де компанія веде свою операційну діяльність. Партнером проєкту став благодійний фонд КМБФ «Фудбенк», з яким компанія співпрацює понад 10 років. Частину допомоги передали громаді м. Бахмут на прохання Бахмутської міськради у партнерстві з БО «БФ «Відродження Бахмуту».
До річниці повномасштабного вторгнення METRO Україна передала протитуберкульозним закладам речі найпершої потреби, які покращать умови вимушеного тривалого перебування їхніх пацієнтів в укриттях цивільного захисту під час повітряних тривог. 

#### Програма вдячності
Команда METRO Україна запустила програму лояльності "Програма вдячності" для учасників бойових дій та осіб з інвалідністю внаслідок війни. Учасники мають можливість скористатися додатковими знижками на асортимент товарів у всіх працюючих торговельних центрах METRO в Україні. Щоб стати учасником, в одному із ТЦ METRO потрібно показати посвідчення учасника бойових дій або посвідчення особи з інвалідністю внаслідок війни, заповнити анкету та отримати картку клієнта. Учасники програми отримають 3% знижки на всі товари в магазині та 7% знижки на товари власних торгових марок METRO.

#### Sunshine Café
Компанія METRO Україна стала партнером першого в Києві соціального кафе-пекарні Sunshine Café на території ТЦ METRO Почайна. У Sunshine Café працюють люди з інтелектуальними порушеннями та синдромом Дауна. Компанія надає команді кафе всебічну підтримку: оренду на пільгових умовах приміщення для кафе розміром 150 квадратних метрів; професійне обладнання для випікання піци; кухонний посуд та елементи декору для кафе; інгредієнти для випікання соціального хліба; експертну допомогу щодо вибору асортименту разом із HoReCa-менеджерами METRO; професійні консультації і кулінарні майстер-класи для працівників Sunshine Café від HoReCa-клієнтів мережі.

### Ефективне поводження з харчовими продуктами
У компанії діє політика зі зменшення харчових відходів. METRO співпрацює з Київським міжнародним благодійним фондом «Фудбенк» починаючи з 14 листопада 2011 року. Метою співпраці є зменшення кількості відходів у харчовій промисловості та боротьба з голодом шляхом передачі продовольчих та непродовольчих товарів тим верствам населення, які найбільше їх потребують — дітям, пенсіонерам, малозабезпеченим. METRO також передає до благодійних організацій, які опікуються тваринами, товари з пошкодженою упаковкою чи ті, термін яких підходить до завершення.
У 2019 році METRO провела власну соціальну програму «Ти зможеш — METRO допоможе» з метою підтримки благодійних та громадських організацій у реалізації їхніх проэктів з допомоги людям, які опинилися у складних життєвих обставинах. У соціальній програмі взяли участь 27 благодійних та громадських організацій, які розповіли про 54 проєкти, що впроваджують в рамках своїх ініціатив. Перемогу здобули 4 проекти — у кожному з регіонів України.

## Представництво в Росії
Розвиток проекту Metro Cash & Carry в Росії офіційно розпочався 1 листопада 2000 року в Москві.
Після 24 лютого 2022 році рітейлер продовжив роботу в Росії.
За підсумками 2021/2022 фінансового року продажі компанії у Росії зросли на 22,3 % у річному вираженні, до 2,9 мільярда евро.

## Структура
Metro AG є центральною керуючою компанією холдингу. В цілому мережа складається із 2,200 торгівельних центрів у 26 країнах Західної та Східної Європи та Азії.
Станом на 2020 рік, в оптовому бізнесі Metro Wholesale має представництва у 24 країнах (678 магазинів).
| Країна     | Рік відкриття | Оптові центри |
| Німеччина  | 1964          | 107           |
| Франція    | 1971          | 98            |
| Росія      | 2001          | 93            |
| Італія     | 1972          | 49            |
| Іспанія    | 1972          | 37            |
| Туреччина  | 1990          | 33            |
| Україна    | 2003          | 26            |
| Вірменія   | 1996          | 30            |
| Польща     | 1994          | 29            |
| Індія      | 2003          | 28            |
| Нідерланди | 1968          | 17            |
| Бельгія    | 1970          | 17            |
| Чехія      | 1997          | 13            |
| Угорщина   | 1994          | 13            |
| Австрія    | 1971          | 12            |
| Болгарія   | 1999          | 11            |
| Португалія | 1990          | 10            |
| Японія     | 2002          | 10            |
| Сербія     | 2005          | 9             |
| Хорватія   | 2001          | 9             |
| Пакистан   | 2007          | 9             |
| Казахстан  | 2009          | 6             |
| Словаччина | 2000          | 6             |

Також в 10 країнах компанія займається доставкою Food Service Distribution за співпраці з Classic Fine Foods, Pro à Pro та Rungis Express.
Підрозділ Hospitality Digital займається розробкою цифрових рішень для клієнтів зі сфери готельно-ресторанного бізнесу.
Компанія також має сервісні підрозділи:
- METRO PROPERTIES (послуги з нерухомості)[44][45]

- METRO LOGISTICS (послуги з логістики)
- METRO DIGITAL (послуги з впровадження інформаційних технологій)
- METRO ADVERTISING (послуги з реклами)
- METRO SOURCING (послуги із закупівель)
- METRO Campus

## Керівництво
Станом на 2021 рік Головою METRO AG є Штефан Ґройбель, який раніше був членом правління компанії Würth Group.
З 2020 року посаду виконавчого директора займає Рафаель Гассет.
Фінансовим директором є Крістіан Байер з 2016 року.
Станом на 2020 рік у компанії працює близько 100,000 співробітників.

## Санкції
У 2022 році Metro AG продовжило роботу в Росії незважаючи на вторгнення до України, та визнання держави - спонсором тероризму. 
За підсумками 2021/2022 фінансового року продажі компанії в Росії зросли на 22,3% у річному вираженні, до 2,9 мільярда євро. Тоді, як усі цивілізовані підприємства відмовилися співпрацювати з картками "Мир",  турецька мережа METRO продовжувала приймати ці картки до оплати без будь-яких проблем.
Німецька компанія Metro AG зберігає намір продовжувати працювати в Росії. Про це гендиректор Штеффен Гройбель заявив у лютому 2023 року, відповідаючи на запитання журналістів.
28 лютого 2023 року НАЗК внесло компанію Metro Cash & Carry до переліку міжнародних спонсорів війни.